# Sabaneta
Sabaneta er en by i den venezuelanske delstat Barinas. Den er fødselssted for den tidligere præsident Hugo Chávez. Sabaneta er hovedbyen i Alberto Arvelo Torrealba kommune. Byen blev grundlagt af Juan de Alhama i 1787. Den primære industri er sukkerproduktion.